# جيرمين ماكغي
جيرمين ماكغي (بالإنجليزية: Jermaine McGhee)‏ هو لاعب كرة قدم أمريكية أمريكي، ولد في 31 ديسمبر 1983 في سان ليندرو في الولايات المتحدة.